# Derecho genómico
El 'derecho genómico es la rama del Derecho que regula el desarrollo de la genética y su influencia en el ser humano, las especies animales y vegetales y el medio ambiente, de manera directa indirecta 
En una definición más estricta, Laura Albarellos la explica como:

(...) la rama inter y transdisciplinar del Derecho que estudia y regula las actividades tecnocientíficas  o incidentales del hombre que intervengan en la composición genética , de manera directa o indirecta, de cualquier ser vivo, a corto, mediano o largo plazo, bajo condiciones de transmisibilidad o no a las generaciones futuras. Más allá de que no impliquen una intervención o modificación directa en el material genético, también se consideran incluidas en esta rama del Derecho la posibilidad de investigación criminalística o la facultad probatoria jurídica del ADN.

En otras palabras, se trata de una rama del Derecho considerada interdisciplinar y transdisciplinar dada la complejidad del conocimiento de ciencias que ocupa, ya que toca todos los puntos de vista involucrados (Social, Científica, Jurídica, Bioética, Filosófica, etc) en su relación con el Derecho. El Derecho genómico, entonces, se dedica desde esas ópticas al estudio y regulación de las actividades genéticas que manipulen el genoma de las especies vivas, considerando como posibles intervenciones las que se hagan directamente sobre él, o las que puedan hacerse indirectamente (por ejemplo, por un contagio o por ingesta). Además de ello, también estudia de qué manera esas técnicas genéticas pueden servir al sistema judicial y de salud, entre otros.

## Denominaciones
El Derecho Genómico, en la doctrina jurídica comparada, reconoce una serie de denominaciones equivalentes, tales como: Derecho Genético, derecho y genética, Derecho de la genética, Biojurídica, Bioderecho, derecho de las biotecnologías, Derecho y genoma humano, iusgenética, Derecho de las actividades genéticas, Derecho de las nuevas tecnologías de la vida, etc. e incluso, ha sido asociada a un capítulo específico de la Bioética o de la Filosofía del Derecho.
Como puede apreciarse, no existe consenso en la doctrina en el empleo de una denominación uniforme para la disciplina.

## Objeto
El objeto principal de estudio del Derecho Genómico lo constituyen los fenómenos jurídicos, existentes o aún no propuestos (tales como leyes, reglamentos, códigos, etc.), consecuencias (responsabilidad en sus diversos tipos, por ejemplo, subjetiva, objetiva, contractual, extracontractual o culpabilidad en sentido amplio, etc.), o interrelaciones que tienen su nacimiento en las actividades científicas que desarrolla la Genética (vgr. admisibilidad en materia probatoria, es decir la posibilidad de ser presentado como prueba en juicio, aplicación para políticas de salud pública, criminalística, etc).

## Elementos
Los elementos que constituyen la estructura del Derecho Genómico son los siguientes:
1. Sujeto activo: Es un ser humano que puede desplegar o realizar la conducta en actividad técnica o científica genética, teniendo o no los conocimientos específicos - dado que podría ser, incluso, una actividad genética accidental -, pero que realiza una intervención en el genoma de cualquier especie viva o que genera un impacto ambiental determinado, positivo o no.
2. Sujeto pasivo: Puede ser cualquier ser vivo – concebido o no -, su descendencia – presente o futura – o, incluso, un grupo de ellos por la modificación de su medio ambiente, sea ésta positiva o no.
3. Responsabilidad: Tanto en materia civil como penal o administrativa, esta puede darse por la intervención en el genoma o en el impacto en el medio ambiente, sea a título de culpa o de dolo con los alcances que cada uno de estos tienen en cada rama  del Derecho. (Recordemos que el dolo y la culpa en cada materia no son considerados de la misma manera, ni tampoco producen las mismas consecuencias jurídicas).
4. Antijuridicidad: Entendida bajo los principios y reglas bioéticas que deben regir la actividad genética. Cuando una actividad técnica o científica genética se opone a los principios y reglas que establece la Bioética, se considera una actividad antijurídica, en otras palabras, contraria a Derecho.
5. Conducta: Es la actividad humana, por acción u omisión, dirigida a perseguir un fin específico y que produce un resultado determinado, o puede poner en peligro a un individuo, una especie o un grupo de ellas. La conducta se considera positiva si no se opone a los principios y reglas bioéticas, es decir, si no es antijurídica.[7]

Esta enumeración es semejante a la correspondiente a otras ramas del Derecho. En concreto, se trata de los mismos elementos que se requieren para el nacimiento de la relación entre los sujetos, 

## Relaciones
Al ser una rama jurídica inter y transdisciplinar, se encuentra vinculada con otras ciencias y con diferentes ramas del derecho, tales como:
| CIENCIA                    | RAMA DEL DERECHO                                                         |
| -------------------------- | ------------------------------------------------------------------------ |
| Genética                   | Derecho Constitucional                                                   |
| Bioética                   | Derecho Internacional Público y Privado                                  |
| Biología                   | Derechos Humanos                                                         |
| Medioambientalismo         | Derecho Penal                                                            |
| Biotecnología              | Derecho Civil                                                            |
| Ingenierías                | Derecho Administrativo                                                   |
| Bioinformática             | Derecho a la Salud y Derecho Médico                                      |
| Ética                      | Derecho a la Información                                                 |
| Filosofía                  | Derecho Informático                                                      |
| Informática                | Derecho Ambiental                                                        |
| Probabilidad y Estadística | Derecho Laboral                                                          |
| Moral y Religión           | Derecho de Seguros                                                       |
| Criminalística             | Medicina Legal y Forense                                                 |
|                            | Derecho Procesal                                                         |
|                            | Derecho Mercantil (Pantentes, Industrialización, Comercialización, etc.) |
|                            | Derecho Económico                                                        |

## Autonomía
Pese a las disposiciones educativas generales de algunos países o internas de algunas universidades, que incorporan este conocimiento dentro de algunas asignaturas tales como Bioética y el hecho de que tampoco hay consenso en la doctrina sobre considerarla una rama autónoma del Derecho, se entiende en la actualidad que la misma, por tener un objeto tan amplio y propio de estudio, supera la estructura de ser una unidad de algunas otras materias tales como Filosofía, Filosofía del Derecho o incluso Bioética, reconociendo con ello una autonomía plena, tal y como otras ramas del Derecho la poseen, sobre todo considerando la existencia de un objeto propio de estudio que ya hemos desarrollado y de especialistas en la materia tales como: Enrique Varsi Rospligliosi  (Perú); Laura Albarellos  (México); Carlos Romeo Casabona  (España); la ya fallecida Marcia Muñoz de Alba Medrano  (México); Darío Bergel  (Argentina), etc.

## Obras relacionadas y consultadas
- Varsi Rospigliosi, Enrique. Fundamentos básicos del Derecho Genético
- Albarellos, Laura. El fenómeno jurídico genómico. Angel Editor (México)
- -----------------. Bioética con trazos jurídicos. Ed. Porrúa (México)
- -----------------. El legislador penal y la genética. Ed. Dereito (Brasil)
- Sociedad Internacional de Derecho Genómico y Bioética. SIDEGEB
- Muñoz de Alba Medrano, Marcia. Reflexiones en torno al Derecho Genómico. Ed. UNAM (México) BIBLIOJURIDICA UNAM